# Tel Skuf
Tel Skuf (syriska:ܬܠ ܝܣܩܘܦܐ, Tel isquf) är en assyrisk stad på Nineveslätten i norra Irak, cirka 30 km norr om staden Mosul. Dess befolkning uppskattas till cirka 7 000 och tillhör den Kaldeisk-katolska kyrkan.

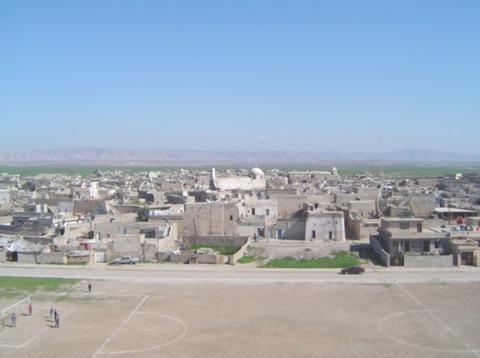
Tel Skuf

Namnet Tel Skuf är härlett från det syriska ordet "Telassqepa", vilket betyder den stående kullen, och syftar på den intilliggande kullen som innehåller ruinerna av en forntida assyrisk stad.